# Krzysztof Lijewski
Krzysztof Lijewski (* 7. Juli 1983 in Ostrów Wielkopolski, Polen) ist ein ehemaliger polnischer Handball-Nationalspieler.

## Karriere
Zusammen mit seinem Bruder Marcin, der ab der Saison 2008/09 auch beim HSV Hamburg spielte, wurde er mit der polnischen Nationalmannschaft bei der Weltmeisterschaft 2007 in Deutschland Vizeweltmeister. Bei der Europameisterschaft 2014 wurde er ins All-Star-Team gewählt.
Krzysztof Lijewski spielte von 2005 bis 2011 beim HSV Hamburg. Nachdem er in der Saison 2010/11 nach einer Schulteroperation kaum zum Einsatz gekommen war, wechselte er zur Saison 2011/12 zu den Rhein-Neckar Löwen. Ab der Saison 2012/13 lief er, ebenso wie seine seitherigen Teamkollegen Karol Bielecki und Ivan Čupić, für den polnischen Verein KS Kielce auf. In der Saison 2020/21 fungierte er zusätzlich als Co-Trainer von Kielce. Am Saisonende 2020/21 beendete er seine Spielerlaufbahn.

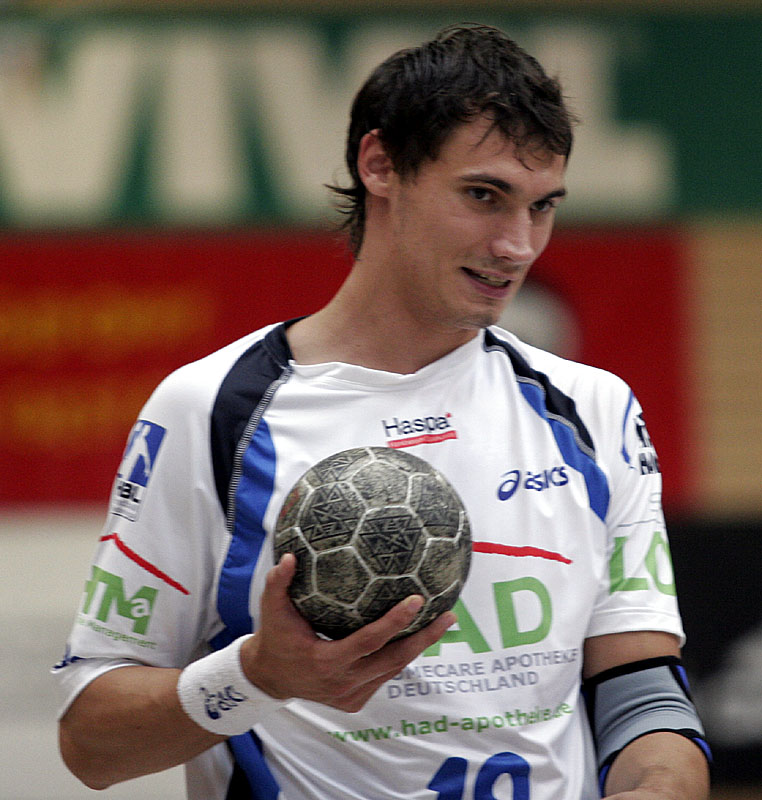
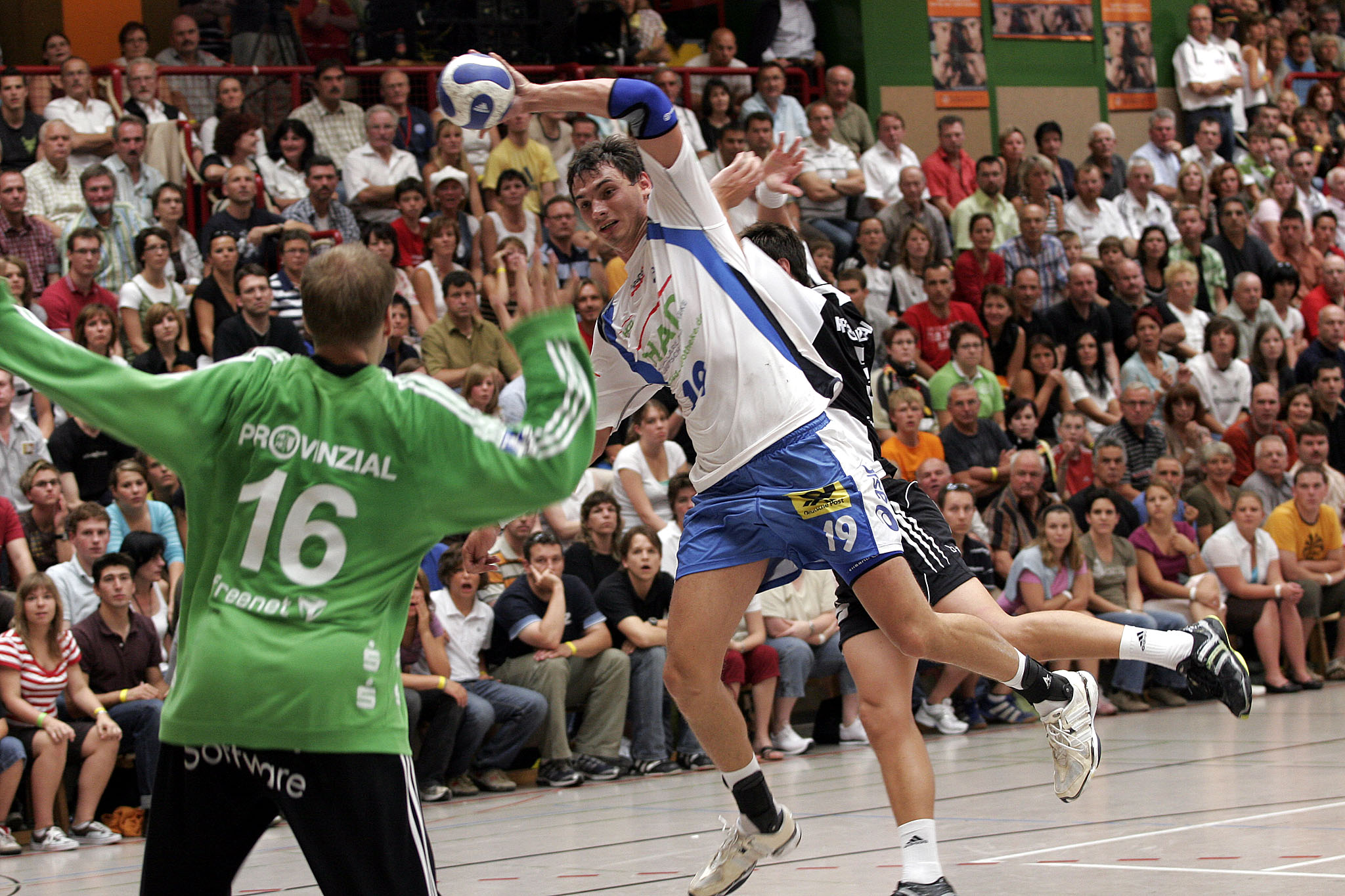

## Erfolge

### Als Spieler
- Nationalmannschaft
  - Junioren-Europameister 2002
  - Vize-Weltmeister 2007
  - All-Star-Team EM 2014
- HSV Hamburg
  - Deutscher Meister 2011
  - Supercup 2006 und 2009
  - DHB-Pokalsieger 2006 und 2010
  - Europapokal der Pokalsieger 2007
- Vive Kielce
  - Polnischer Meister 2013, 2014, 2015, 2016, 2017, 2018, 2019, 2020, 2021
  - Polnischer Pokal 2013, 2014, 2015, 2016, 2017, 2018, 2019, 2021
  - EHF Champions League 2016

### Als Trainer
- Vive Kielce (Co-Trainer)
  - Polnischer Meister 2022, 2023
  - Polnischer Pokalsieger 2025
  - EHF-Champions-League-Finalist 2022, 2023